# Domiciano de Brebón
Domiciano de Brebón (en latín Domitanum) (Roma, 347 - Brebón, 440) fue un abad romano, que vivió en el siglo IV y mitades del V. Es venerado como santo el 1 de julio.

## Hagiografía
Domiciano nació en Roma en el 347. Luego de perder a sus padres, se ordenó sacerdote de Lerins, gracias al papa Hilario, y se estableció en la Galia. Allí fundó el Monasterio de Brebón
Antes de la fundación de dicho monasterio, vivió como ermitaño en Lyon.